# عبد اللطيف النشار
عبد اللطيف النشار (28 مايو 1895 ـ 26 نوفمبر 1972) هو شاعر مصري، ولد في دمياط، ونشأ بالإسكندرية.

## حياته ونشأته
محمد فرحات عبد اللطيف محمد حمدي النشار. وُلد بمدينة دمياط في الثامن والعشرين من مايو 1895،
كان النشار أول وكيل لجماعة نشر الثقافة بالإسكندرية، التي أُسست عام 1932 لجمع شمل شعراء الإسكندرية ونشر إنتاجهم الأدبي، وكان من أبرز شعراء هذه الجماعة خليل شيبوب (1892 ـ 1951) ـ الذي كان أول رئيس للجماعة ـ وفلورى عبد الملك، ومنيرة توفيق (1893 ـ 1965) صاحبة ديوان ""أنوار منيرة" الذي طبع عام 1967 بعد وفاتها.
قضى معظم حياته الوظيفية موظفًا بمحاكم الإسكندرية، ثم انتقل للإقامة بالقاهرة بعد تعيين ابنته الوحيدة رفيعة النشار بمصلحة الفنون والثقافة بالقاهرة.
مات النشار في القاهرة في السادس والعشرين من نوفمبر عام 1972.

## ديوان النشار
جُمع «ديوان النشار» في جزءين كبيرين، طُبع الأول على نفقة ابنته الوحيدة رفيعة النشار، وطُبع الجزء الثاني بالهيئة المصرية العامة للكتاب.

## تكريمه
سمي باسمه ـ بعد وفاته ـ شارع الأفراح بمنطقة فيكتوريا بالإسكندرية.